# Ophrys onckelinxiae
Ophrys onckelinxiae là một loài thực vật có hoa trong họ Lan. Loài này được P.Delforge mô tả khoa học đầu tiên năm 2006.